# Chalmette
Chalmette ist ein Census-designated place in und Verwaltungssitz (Parish Seat) des St. Bernard Parish im US-amerikanischen Bundesstaat Louisiana und Teil der New Orleans – Metairie – Kenner  Metropolitan Statistical Area. Das U.S. Census Bureau hat bei der Volkszählung 2020 eine Einwohnerzahl von 21.562 ermittelt.

## Geographie
Chalmette liegt auf 29°56'44" nördlicher Breite und 89°57'42" westlicher Länge und liegt zwischen dem Mississippi River im Süden und dem Mississippi River – Gulf Outlet Canal im Norden. New Orleans schließt sich direkt im Nordwesten an. Der Interstate 10-Highway verläuft in der Nähe in nordwestlicher Richtung.

## Geschichte
Die Stadt wurde nach Martin de Lino de Chalmette benannt, der französischer Abstammung war und in der Gegend Plantagen betrieb.

### Schlacht von New Orleans
Berühmtheit erlangte der Ort, da hier im Jahre 1815 die Schlacht von New Orleans (Battle of New Orleans) stattfand. Die britischen Truppen unterlagen damals den US-Truppen unter Andrew Jackson, der später Präsident der Vereinigten Staaten wurde. Das Schlachtfeld und der angrenzende Friedhof zählen zu den National Monuments der USA. Auf dem Friedhof wurden 15.300 Veteranen verschiedener Kriege bestattet.

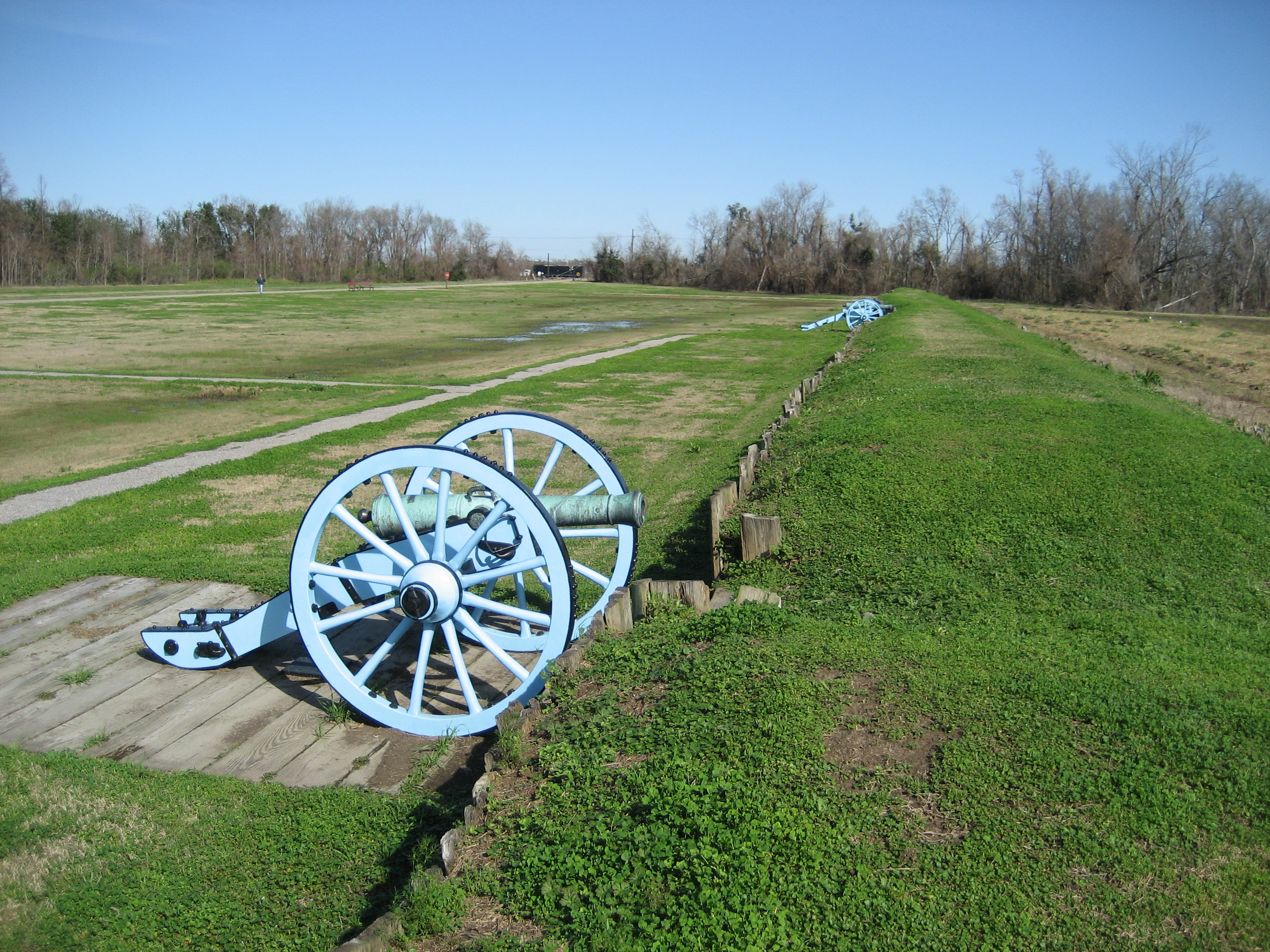
Schlachtfeld
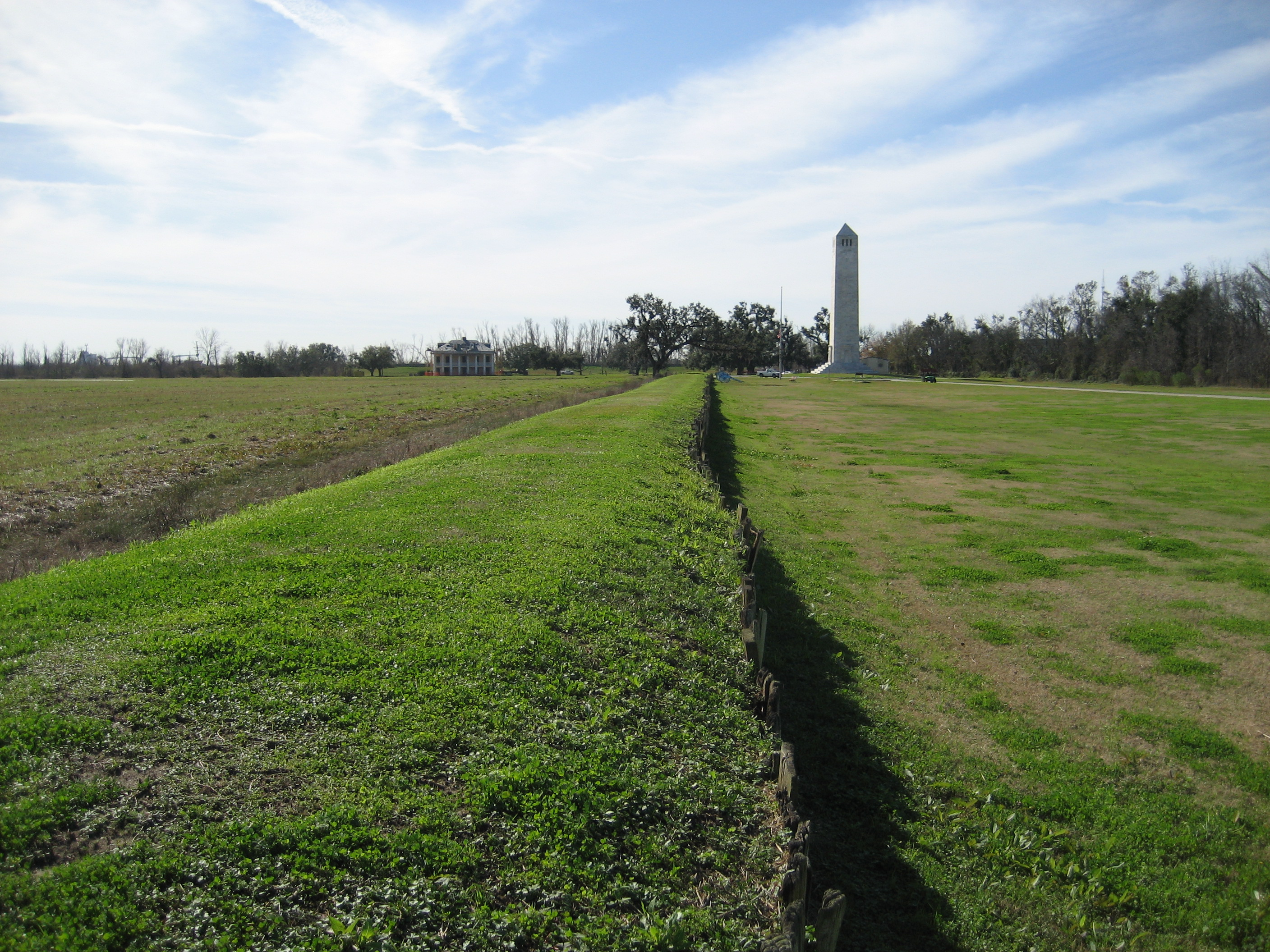
Schlachtfeld mit Denkmal
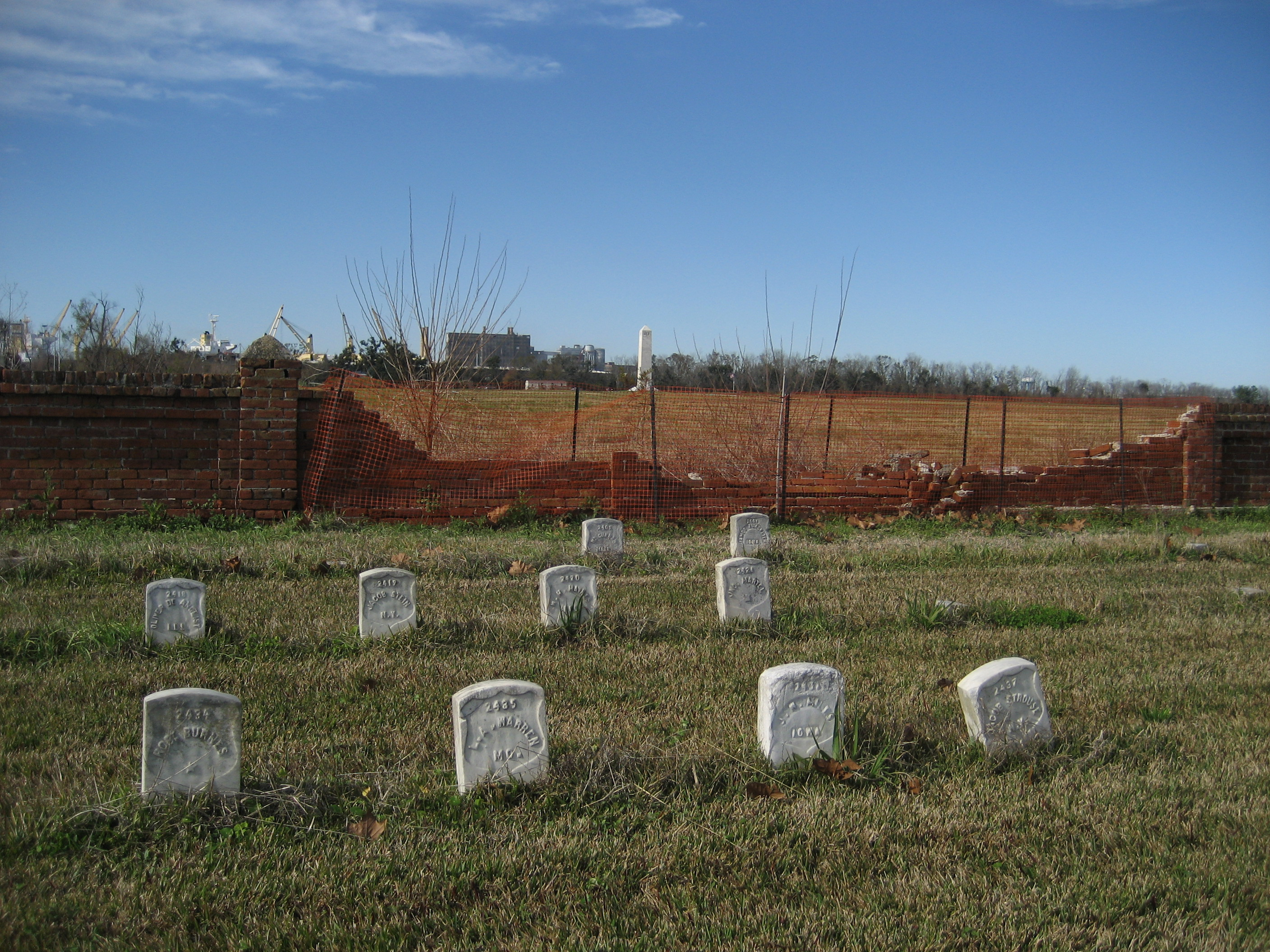
Friedhof neben dem Schlachtfeld
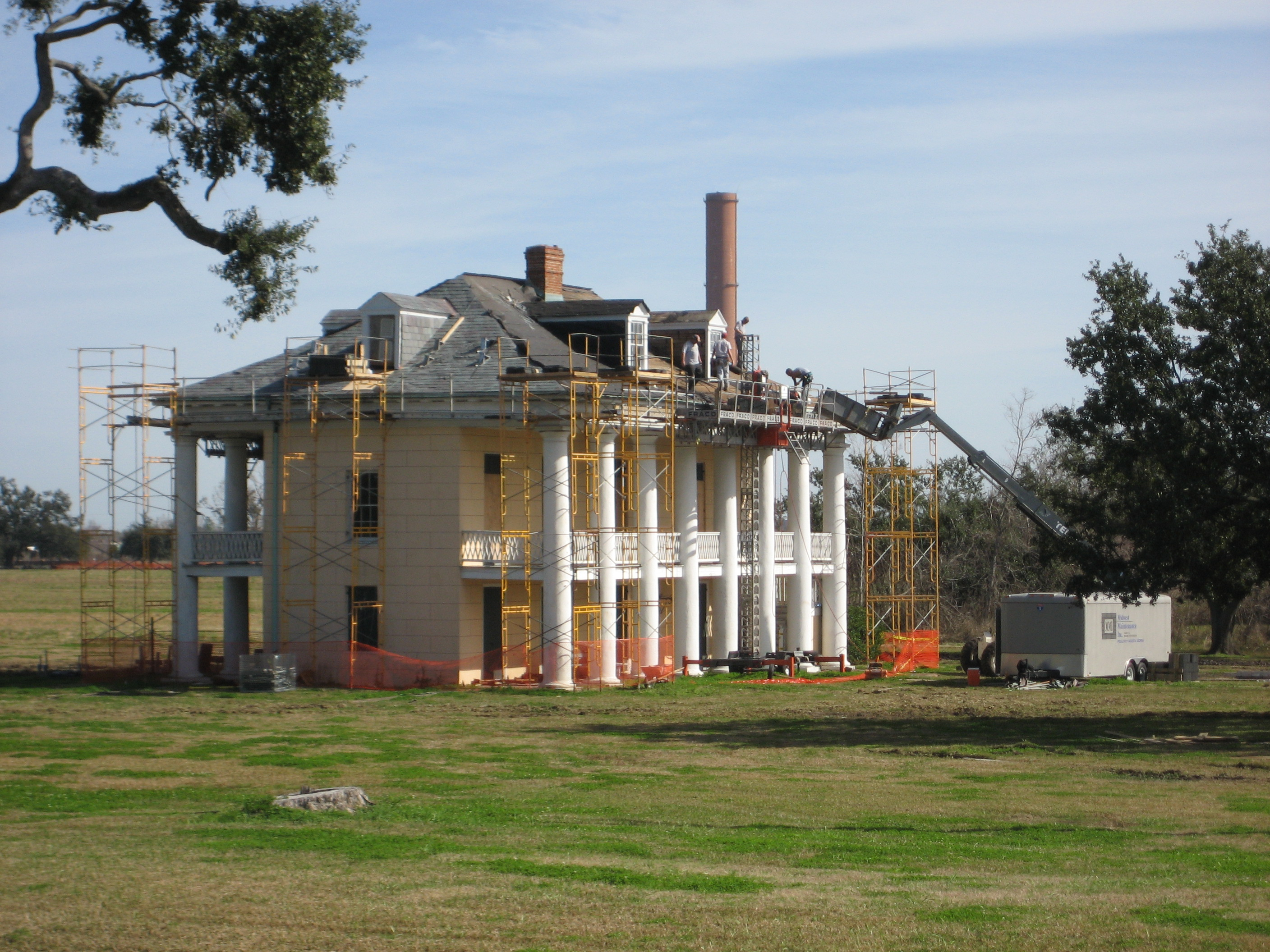
Plantation House bei Reparaturarbeiten nach Hurrikan Katrina

### Hurrikan Katrina
Am 29. August 2005 erreichte der Hurrikan Katrina die Stadt und überflutete sie. Das Wasser trat insbesondere vom Mississippi River – Gulf Outlet Canal ein. Dadurch wurde die Stadt fast vollständig zerstört. Kurz bevor der Hurrikan die Stadt erreichte, wurden viele Menschen evakuiert. Dennoch gab es eine große Anzahl an Todesopfern. Zu den erheblichen Zerstörungen kamen Umweltschäden hinzu, die durch austretendes Öl aus beschädigten Öltanks verursacht wurden. Viele Häuser wurden später als „nicht zu retten“ bzw. „nicht sanierungsfähig“ erklärt, und die Bewohner wurden in Trailer Parks untergebracht. Noch ein Jahr nach der Katastrophe waren die Aufräumungsarbeiten im Gange. Auch Teile des historischen Schlachtfeldes sowie des Friedhofs wurden überschwemmt. Das beschädigte Besucherzentrum wurde repariert und im Jahre 2007 wieder eröffnet.
Erst 2008 kehrten viele Betriebe nach Chalmette zurück. Die Einwohnerzahl lag jedoch deutlich unter den Zahlen, die vor dem Hurrikan galten. Inzwischen wird auch wieder der populäre Karneval Mardi Gras gefeiert.

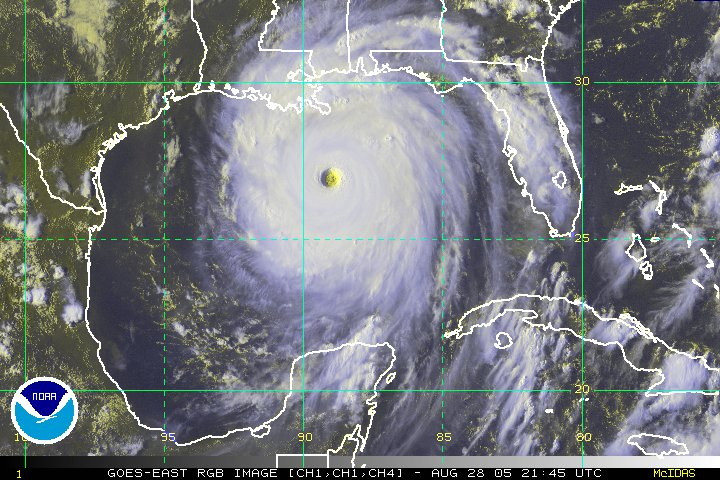
Hurrikan Katrina im Golf von Mexiko
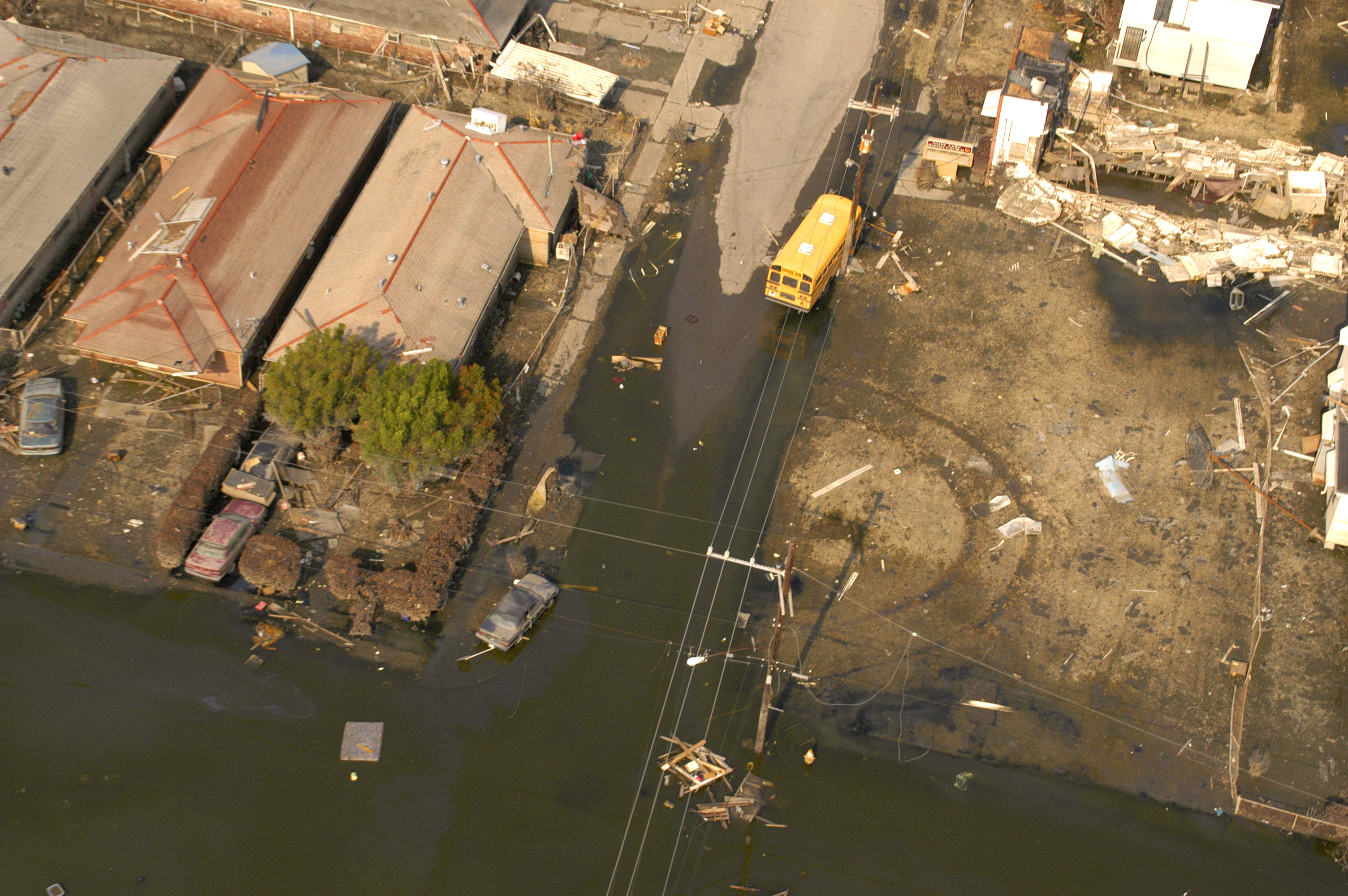
Luftbild
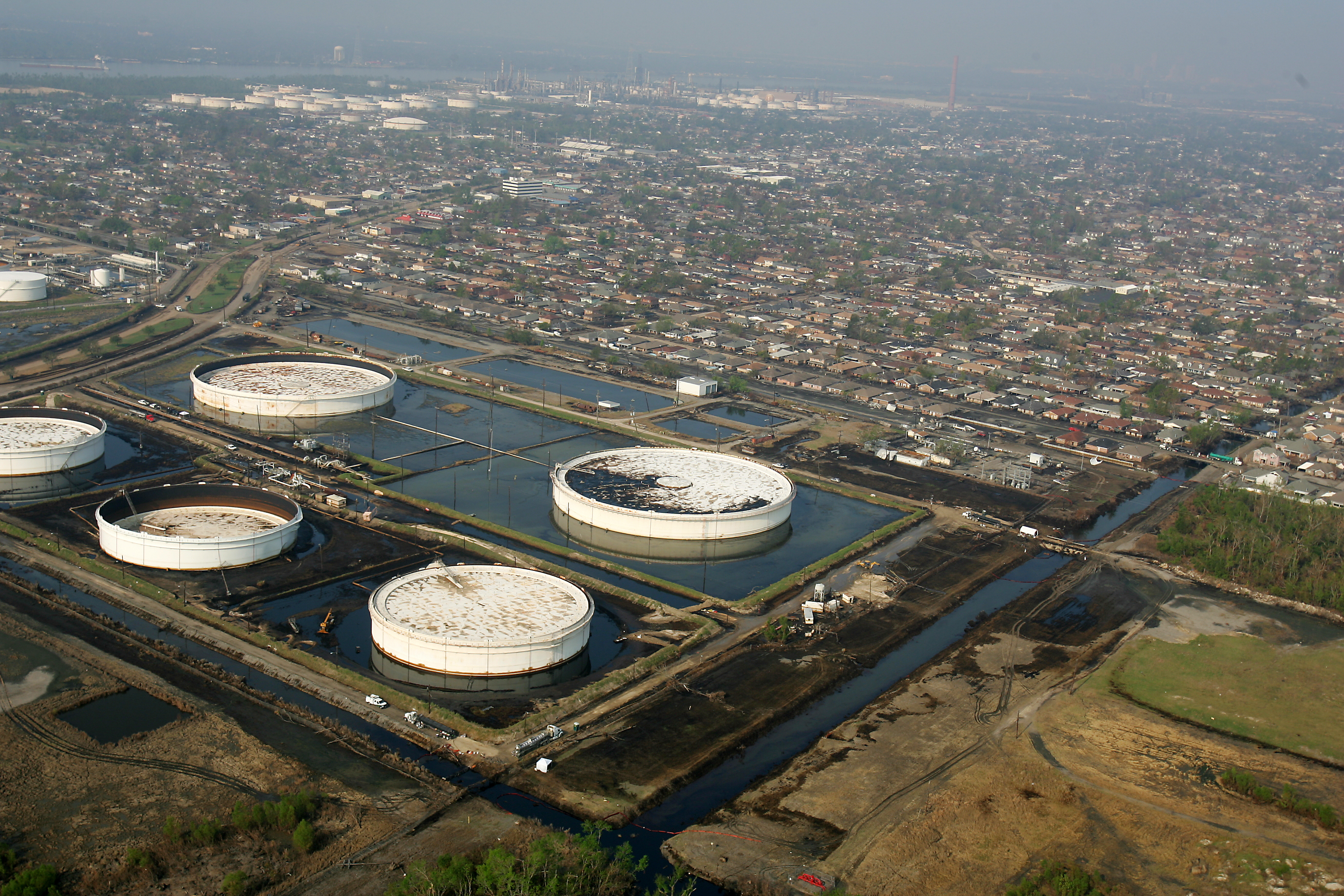
Öl Leckagen
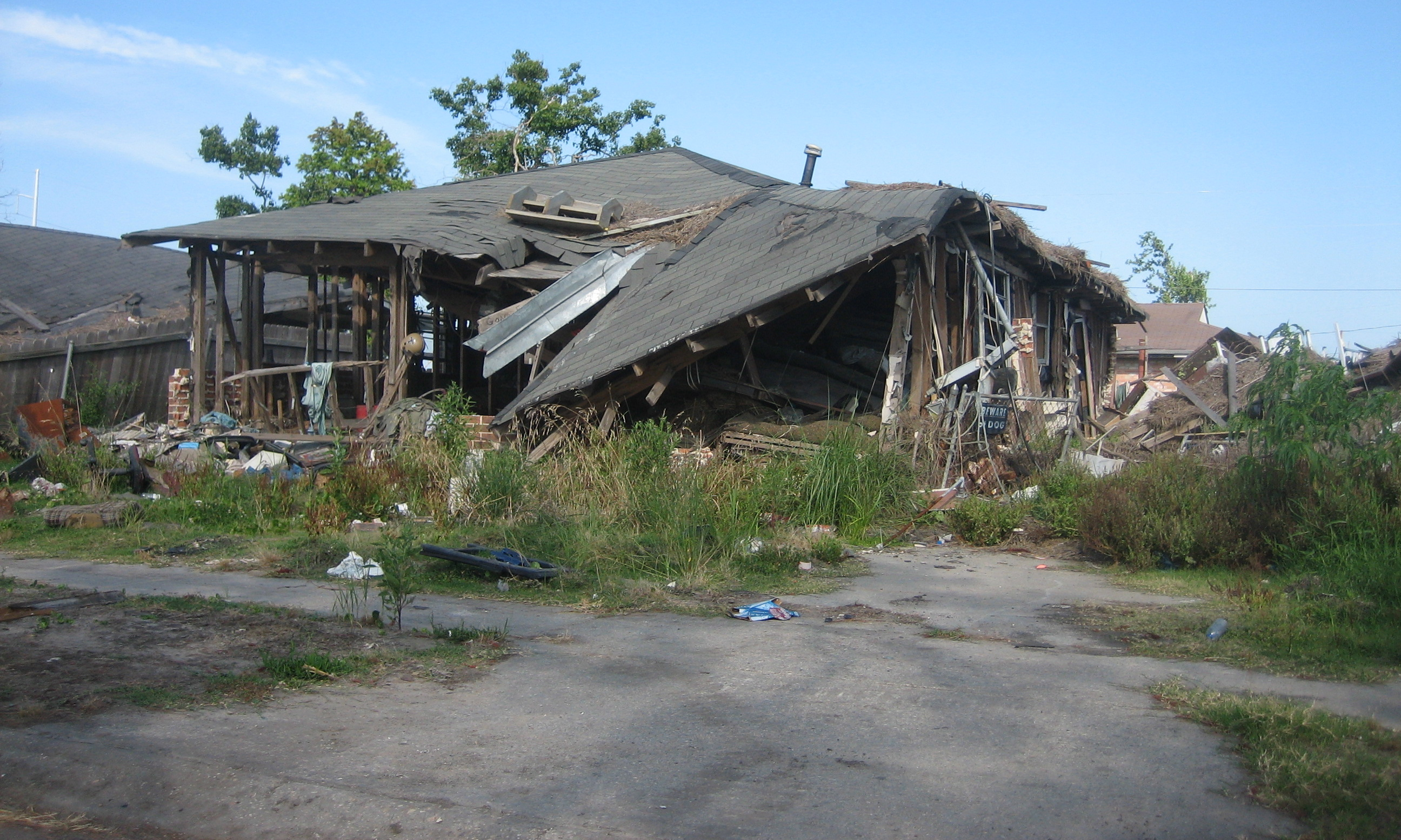
Zerstörtes Haus
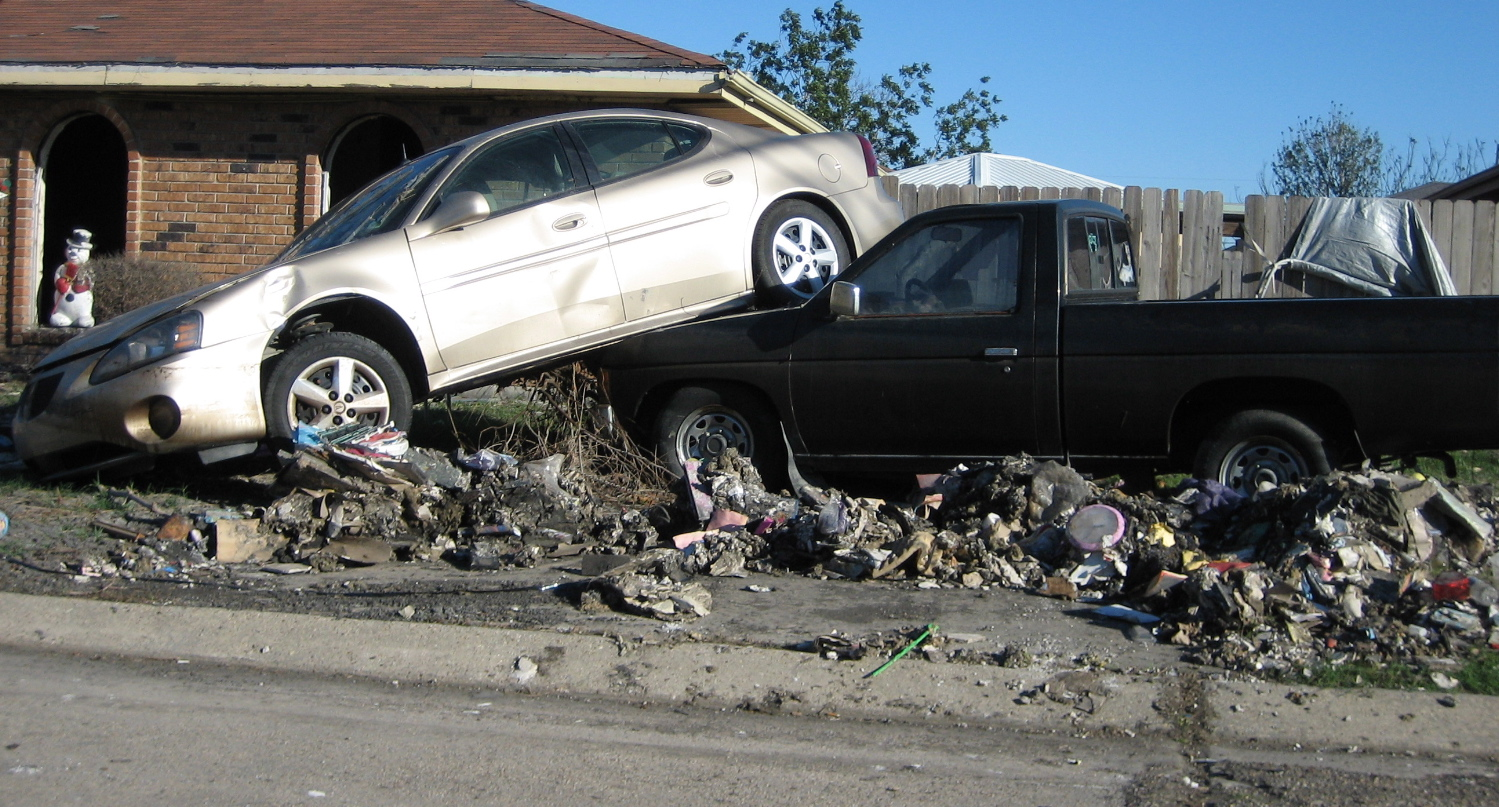
Demolierte Fahrzeuge
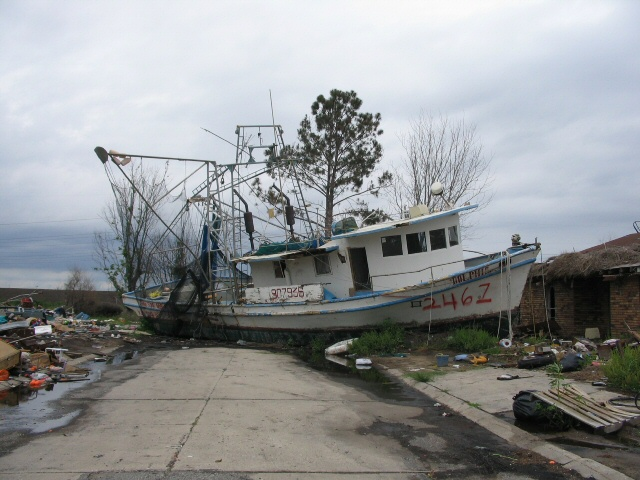
An Land geschwemmtes Boot

## Demografische Daten
Im Jahre 2007 wurde eine Einwohnerzahl von 16.008 Personen ermittelt, was eine Halbierung gegenüber dem Jahre 2000 bedeutet. Das Durchschnittsalter betrug 2007 37,3 Jahre.